# Яновець (Підкарпатське воєводство)
Яновець (пол. Janowiec) — село в Польщі, у гміні Радомишль-Великий Мелецького повіту Підкарпатського воєводства.
Населення — 640 осіб (2011).
У 1975-1998 роках село належало до Тарновського воєводства.

## Демографія
Демографічна структура станом на 31 березня 2011 року:
|          | Загалом | Допрацездатний вік | Працездатний вік | Постпрацездатний вік |
| -------- | ------- | ------------------ | ---------------- | -------------------- |
| Чоловіки | 321     | 60                 | 230              | 31                   |
| Жінки    | 319     | 63                 | 188              | 68                   |
| Разом    | 640     | 123                | 418              | 99                   |